# 키랏토 프리☆챤
키랏토 프리☆챤(일본어: キラッとプリ☆チャン, 반짝이는 프리☆채널)은 타카라토미와 신소피아의 공동으로 2018년 4월부터 출시한 아케이드 게임이다. TV 애니메이션은 2018년 4월 8일부터 2021년 5월 30일까지 방영되었다. 대한민국은 2020년 2월 27일부터 매주 목요일 오후 12시 20분에 MBC에서 반짝이는 프리☆채널이란 타이틀로 방영중이다.
프리티 리듬과 프리파라에 이어 프리티 시리즈의 제3장. 다카라토미에서 아케이드 게임인 프리티 리듬의 가동 개시부터 10주년인 2020년을 위한 새로운 프로젝트로서 프리티 리듬, 프리파라의 크로스 오버 기획인 「프리티 올 프렌즈」를 발표했으며, 본작은 그것에 이어서 프로젝트의 제2탄으로 알려졌다.
과거의 시리즈 작품으로 답습되어 온 발표시기의 트렌드를 도입할 방법은 본작에도 계승되고 있어 본작의 주제는 동영상 사이트이다.
한국판
- 수입, 배급 - 동우A&E

## 삽입곡
- 1기

1.Ready action!
2.원 투 스위트
3.좋아 좋아 센서(スキー スキー せんす)
4.찬란한 각성의 린카네이션(찬란한 각성의 리카네이션)
5.SUPER CUTIE SUPER GIRL
6.Play sound☆

## 등장인물
한국판
- 수입, 배급 - 동우A&E

모모야마 미라이(일본어: 桃山みらい) (라미)
성우 - 하야시 코코 (장예나)

모에기 에모(일본어: 萌黄えも) (모모)
성우 - 쿠보타 미유 (강은애)

아오바 린카(일본어: 青葉りんか) (리카)
성우 - 아츠기 나나미 (민아)
아카기 안나(일본어: 赤城あんな) (안나)
성우 - 세리자와 유우 (사문영)

미도리카와 사라(일본어: 緑川さら) (사라)
성우 - 와카이 유우키 (안영미)

시도 메루(일본어: 紫藤める) (메리)
성우 - 모리시마 유카 (이재현)
시라토리 앙주(일본어: 白鳥アンジュ) (엔젤)
성우 - 미모리 스즈코 (김하루)
니지노사키 다이아일본어: (虹ノ咲だいあ) (다이아)
성우 - 사사키 리코 (김유림)
다이아(일본어: だいあ)
성우 - 사사키 리코 (김유림)
쿠로카와 스즈(일본어: 黒川すず) (세린)
성우 - 토쿠이 소라 (장미)
카나모리 마리아(일본어: 金森まりあ) (마리아)
성우 - 아카네야 히미카 (김하루)
카가야키 아리스(일본어: 輝アリス) (앨리스)
성우 - 파이루즈 아이 (장미)

카가야키 이브(일본어: 輝イブ) (이브)
성우 - 사시데 마리아 (민아)
소루루(일본어: ソルル)
성우- 사이가 미츠키 (배정미)

루루나(일본어: ルルナ)
성우 - 야마무라 히비쿠 (사문영)
키랏츄(일본어: キラッCHU) (트윙츄)
성우 - 하야시 코코 (장예나)

메루팡(일본어: メルパン) (멜팡)
성우 - 오오모리 니치카 (김현지)

라비리(일본어: ラビリィ)
성우 - 타나카 미나미 (이재현)
나나호시 아이라(일본어: 七星あいら) (아라)
성우 - 아스미 카나 (김보나)

시아와세 나루(일본어: 幸瀬しあわせなる) (나루)
성우 - 카토 에미리 (장미)

게키카와 유이(일본어: 激川 ゆい) (유이)
성우 - 다테 아리사 (서지연)

마나카 라라(일본어: 真中まなか らぁら) (라라)
성우 - 아카네야 히미카 (김현지)
| 화수             | 우리말 제목                        | 방송일[MBC 채널] |
| ---------------- | ---------------------------------- | ---------------- |
| 제01화           | 반짝이는 프리☆채널                 | 2020년 2월 27일  |
| 제02화           | 꽃집에서 프리☆채널                 | 2020년 3월 5일   |
| 제03화           | 작사 대회에서 프리☆채널            | 2020년 3월 12일  |
| 제04화           | 디저트 축제에서 프리☆채널          | 2020년 3월 19일  |
| 제05화           | 폭신폭신 랜드에서 프리☆채널        | 2020년 3월 26일  |
| 제06화           | 야구장에서 프리☆채널               | 2020년 4월 2일   |
| 제07화           | 고양이와 함께 프리☆채널            | 2020년 4월 9일   |
| 제08화           | 메이크업으로 프리☆채널             | 2020년 4월 16일  |
| 제09화           | 멜틱 스타와 프리☆채널              | 2020년 4월 23일  |
| 제10화           | 라이벌과 프리☆채널                 | 2020년 5월 7일   |
| 제11화           | 스페셜 대회에서 프리☆채널          | 2020년 5월 14일  |
| 제12화           | 결승전에서 프리☆채널               | 2020년 5월 21일  |
| 제13화           | 더 높이 날아서 프리☆채널           | 2020년 5월 28일  |
| 제14화           | 팬들과 신나게 프리☆채널            | 2020년 6월 4일   |
| 제15화           | 리카의 도전으로 프리☆채널          | 2020년 6월 11일  |
| 제16화           | 미로에서 우왕좌왕 프리☆채널        | 2020년 6월 18일  |
| 제17화           | 웃으며 안녕 프리☆채널              | 2020년 6월 25일  |
| 제18화           | 서머 크루즈 페스티벌에서 프리☆채널 | 2020년 7월 2일   |
| 제19화           | 해변에서 프리☆채널                 | 2020년 7월 9일   |
| 제20화           | 산속에서 프리☆채널                 | 2020년 7월 16일  |
| 제21화           | 여름 페스티벌에서 프리☆채널        | 2020년 7월 23일  |
| 제22화           | 돌고래와 함께 프리☆채널            | 2020년 7월 30일  |
| 제23화           | 돌아온 메리와 프리☆채널            | 2020년 8월 6일   |
| 제24화           | 별의 소원으로 프리☆채널            | 2020년 8월 13일  |
| 제25화           | 탐정 메리와 프리☆채널              | 2020년 8월 20일  |
| 제26화           | 엉뚱한 장난으로 프리☆채널          | 2020년 8월 27일  |
| 제27화           | 미소를 지으며 프리☆채널            | 2020년 9월 3일   |
| 제28화           | 우아한 파티에서 프리☆채널          | 2020년 9월 10일  |
| 제29화           | 반짝임을 찾아 프리☆채널            | 2020년 9월 17일  |
| 제30화           | 끔찍한 핼러윈으로 프리☆채널        | 2020년 9월 24일  |
| 제31화           | 만화 작업실에서 프리☆채널          | 2020년 10월 8일  |
| 제32화           | 소문을 쫓아서 프리☆채널            | 2020년 10월 15일 |
| 제33화           | 사라와 귀여운 인형으로 프리☆채널   | 2020년 10월 22일 |
| 제34화           | 우리의 해체로 프리☆채널            | 2020년 10월 29일 |
| 제35화           | 시간을 초월한 우정으로 프리☆채널   | 2020년 11월 5일  |
| 제36화           | 100점을 향해서 프리☆채널           | 2020년 11월 12일 |
| 제37화           | 윈터 스페셜로 프리☆채널            | 2020년 11월 19일 |
| 제38화           | 아라 님과 함께 프리☆채널           | 2020년 11월 26일 |
| 제39화           | 엔젤 님의 섬에서 프리☆채널         | 2020년 12월 3일  |
| 제40화           | 사라라의 집에서 프리☆채널          | 2020년 12월 10일 |
| 제41화           | 준이의 데이트를 위해 프리☆채널     | 2020년 12월 24일 |
| 제42화           | 이상한 리카가 프리☆채널            | 2020년 12월 31일 |
| 제43화           | 초콜릿을 만들며 프리☆채널          | 2021년 1월 7일   |
| 제44화           | 패션쇼로 프리☆채널                 | 2021년 1월 14일  |
| 제45화           | 엔젤님의 진심으로 프리☆채널        | 2021년 1월 21일  |
| 제46화           | 모두의 마음을 전하며 프리☆채널     | 2021년 1월 28일  |
| 제47화           | 별이 빛나는 곳까지 프리☆채널       | 2021년 2월 4일   |
| 제48화           | 결승을 위해 프리☆채널              | 2021년 2월 18일  |
| 제49화           | 찾고 찾고 또 찾으며 프리☆채널      | 2021년 2월 25일  |
| 제50화           | 꿈을 모아서 프리☆채널              | 2021년 3월 4일   |
| 제51화[마지막회] | 반짝이는 이별로 프리☆채널          | 2021년 3월 11일  |

| 화수             | 우리말 제목                                          | 방송일[MBC 채널] |
| ---------------- | ---------------------------------------------------- | ---------------- |
| 제01화           | 두근두근 콩닥콩닥 주얼 오디션이 열렸어!              | 2021년 3월 18일  |
| 제02화           | 마리아가 왔다! 귀여움팡팡협회 결성!                  | 2021년 3월 25일  |
| 제03화           | 주얼 찬스?! 라미의 도전!                             | 2021년 4월 1일   |
| 제04화           | 반짝이는 설렘! 주얼 코디란 이런 것!                  | 2021년 4월 8일   |
| 제05화           | 마리아의 선언! 귀여움은 세상을 구한다!               | 2021년 4월 15일  |
| 제06화           | 시작한다! 마리아와 세린이 함께하는 첫 방송!          | 2021년 4월 22일  |
| 제07화           | 안경언니의 위기?! 일일 점장이 된 리카!               | 2021년 4월 29일  |
| 제08화           | 그림책이 잔뜩! 반짝 빛나는 북 카페를 시작했어!       | 2021년 5월 6일   |
| 제09화           | 멋지고 즐겁게! 디자인 팔레트!                        | 2021년 5월 13일  |
| 제10화           | 깜짝 서프라이즈! 멜틱 스타의 귀환?                   | 2021년 5월 20일  |
| 제11화           | 마리아와 세린! 멜틱 스타의 첫 만남!                  | 2021년 5월 27일  |
| 제12화           | 마리아와 세린! 메리와 함께하는 우정 합숙!            | 2021년 6월 3일   |
| 제13화           | 다이아 페스티벌! 드디어 화려하게 시작됐어!           | 2021년 6월 10일  |
| 제14화           | 세린이 멋지게 다짐했어!                              | 2021년 6월 17일  |
| 제15화           | 디자인 팔레트! 꾸미는건 나한테 맡겨!                 | 2021년 6월 24일  |
| 제16화           | 마리아와 세린! 드디어 그룹 결성!?                    | 2021년 7월 1일   |
| 제17화           | 세린과 마리아, 웃으며 안녕을...!                     | 2021년 7월 8일   |
| 제18화           | 일일 역장이 된 미라클 트윙클스                       | 2021년 7월 15일  |
| 제19화           | 여름 다이아 페스티벌! 히트 퍼레이드로 후끈후끈!      | 2021년 7월 22일  |
| 제20화           | 노래해, 모모야! 해피나루~ 할 거야!                   | 2021년 8월 12일  |
| 제21화           | 바닷가에서 특훈! 힘내라, 세린!                       | 2021년 8월 19일  |
| 제22화           | 근심에 잠긴 사라! 슬럼프를 이겨내다!                 | 2021년 8월 26일  |
| 제23화           | 모두가 패셔니스타! 디자인 팔레트!                    | 2021년 9월 2일   |
| 제24화           | 함께 해피나루! 안경언니와 나!                        | 2021년 9월 9일   |
| 제25화           | 샤랄라 안녕! 다이아와 다이아가 만난 날!              | 2021년 9월 17일  |
| 제26화           | 수수께끼의 아이돌, 드디어 데뷔!                      | 2021년 9월 24일  |
| 제27화           | 새빛 거리 대소동?! 피닉스 가면 등장?!                | 2021년 10월 1일  |
| 제28화           | 갑자기 개최?! 피닉스 컵 개막!                        | 2021년 10월 8일  |
| 제29화           | 두근두근! 엔젤님의 가면 무도회!                      | 2021년 10월 15일 |
| 제30화           | 깜찍이 트릭스 마침내 해체?!                          | 2021년 10월 22일 |
| 제31화           | 마지막 다이아 페스티벌! 멋진 대결 스타트!            | 2021년 10월 29일 |
| 제32화           | 기묘한 서점에서 기묘한 체험!                         | 2021년 11월 5일  |
| 제33화           | 로켓 하트! 우주까지 닿아라!                          | 2021년 11월 12일 |
| 제34화           | 힘내라, 세린! 멋진 오빠로 돌아와!                    | 2021년 11월 19일 |
| 제35화           | 완벽하잖아! 안나의 주얼 코디 획득 계획!              | 2021년 11월 26일 |
| 제36화           | 안나와 모모! 한 지붕 아래 두 사람!                   | 2021년 12월 3일  |
| 제37화           | 안나와 모모! 화해의 서바이벌!                        | 2021년 12월 10일 |
| 제38화           | 크리스마스의 기적으로 반짝이는 주얼!                 | 2021년 12월 17일 |
| 제39화           | 깜짝 발표! 이게 바로 다이아몬드 코디!                | 2021년 12월 24일 |
| 제40화           | 나루 점장! 모두의 꿈을 알면 해피 나루!               | 2021년 12월 31일 |
| 제41화           | 대모험! 다이아의 세계로 샤랄라 안녕!                 | 2022년 1월 7일   |
| 제42화           | 이미지 변신?! 수수께끼의 다이아                      | 2022년 1월 14일  |
| 제43화           | 충격에 빠진 마리아?! 세린이는 라이벌이야!            | 2022년 1월 21일  |
| 제44화           | 다이아는 말썽꾸러기?! 트윙클스의 비밀을 캐라!        | 2022년 1월 28일  |
| 제45화           | 두근두근! 다가오는 주얼 컬렉션!                      | 2022년 2월 25일  |
| 제46화           | 드디어 개막! 주얼 컬렉션!                            | 2022년 3월 4일   |
| 제47화           | 아직 끝이 아니야! 주얼 컬렉션!                       | 2022년 3월 11일  |
| 제48화           | 주얼 컬렉션! 꿈을 향한 마지막 무대!                  | 2022년 3월 14일  |
| 제49화           | 우리들의 진심을 전해줘! 마음을 잇는 다이아몬드 코디! | 2022년 3월 18일  |
| 제50화           | 다이아가 지킨다! 모두의 프리채널!                    | 2022년 3월 21일  |
| 제51화[마지막회] | 반짝임이 가득한 프리☆채널!                           | 2022년 3월 25일  |

| 화수             | 우리말 제목                                            | 방송일[MBC 채널] |
| ---------------- | ------------------------------------------------------ | ---------------- |
| 제01화           | 반짝이는 오픈! 프리채널 랜드가 왔어, 츄!               | 2022년 3월 31일  |
| 제02화           | 팡파라팡! 멜팡이 나타났다 팡                           | 2022년 4월 7일   |
| 제03화           | 어디 어디? 프리에그를 찾아서 Go Go야, 츄!              | 2022년 4월 14일  |
| 제04화           | 빛나라! 레인보우 프린세스 컵이다 츄!                   | 2022년 4월 21일  |
| 제05화           | 트윙츄! 아이돌이 되고 싶어, 츄!                        | 2022년 4월 28일  |
| 제06화           | 트윙츄! 무대에 서고 싶어, 츄!                          | 2022년 5월 12일  |
| 제07화           | 동그랗게 해결?! 사이좋게 지내주길 바라 대작전, 츄! 팡! | 2022년 5월 19일  |
| 제08화           | 울려라! 멜로디 프린세스 컵, 팡!                        | 2022년 5월 26일  |
| 제09화           | 멜팡, 무대에 오르기 싫어, 팡!                          | 2022년 6월 2일   |
| 제10화           | 합격은 나의 것! 마스코트 능력 시험, 츄!                | 2022년 6월 9일   |
| 제11화           | 찰칵! 미소가 담긴 셔터찬스야, 츄!                      | 2022년 6월 16일  |
| 제12화           | 마스코트 전문가 프리에그GO야, 츄!                      | 2022년 6월 23일  |
| 제13화           | 다시 돌아온 링 마리, 라비!                             | 2022년 6월 30일  |
| 제14화           | 사랑과 행복의 웨딩 마치, 라비!                         | 2022년 7월 7일   |
| 제15화           | 생일 축하합니다! 모모, 우정의 깜짝 선물이야, 츄!       | 2022년 7월 14일  |
| 제16화           | 반짝 모여라! 프리티 올 프렌즈야, 츄!                   | 2022년 7월 21일  |
| 제17화           | 미아가 된 이브!? 머메이드 프린세스 컵 라비!            | 2022년 7월 28일  |
| 제18화           | 충격! 라비리의 진짜 파트너 님 등장, 라비?!             | 2022년 8월 4일   |
| 제19화           | 트윙츄가 낙제, 츄?! 마스코트 능력 시험이야, 츄!        | 2022년 8월 18일  |
| 제20화           | 감동블리 아이돌?! 라이스 존에서 우당탕탕, 츄!          | 2022년 8월 25일  |
| 제21화           | 깜찍이 트릭스의 활약?! 버그츄를 구해라, 츄!            | 2022년 9월 1일   |
| 제22화           | 파트너들의 대위기?! Go Go 마스코츠야, 츄!              | 2022년 9월 8일   |
| 제23화           | 가슴 뭉클! 모두의 패밀리 데이야, 츄!                   | 2022년 9월 15일  |
| 제24화           | 앨리스, 웃음 가득 솔로 데뷔!                           | 2022년 9월 22일  |
| 제25화           | 날아라, 앨리스! 선샤인 프린세스 컵!                    | 2022년 9월 29일  |
| 제26화           | 앨리스를 지켜라! 선샤인 서커스 존의 기적!              | 2022년 10월 6일  |
| 제27화           | 회사 견학! 여기가 바로 샤인 코퍼레이션, 츄!            | 2022년 10월 13일 |
| 제28화           | 코인 쇼핑! 마스코트 장보기 대결!                       | 2022년 10월 18일 |
| 제29화           | 능력 시험 불합격! 달걀로 돌아가기 싫어, 츄!            | 2022년 10월 25일 |
| 제30화           | 깜찍이 트릭스, 마침내 데뷔?!                           | 2022년 11월 8일  |
| 제31화           | 특별 오픈! 버추얼 프리☆채널 랜드야!                    | 2022년 11월 15일 |
| 제32화           | 반짝이는 이브! 문라이트 매직 존이야, 츄!               | 2022년 11월 22일 |
| 제33화           | 빛나라! 문라이트 프린세스 컵이야, 츄!                  | 2022년 11월 29일 |
| 제34화           | 루루나와 이브! 추억의 프리☆채널 랜드, 츄!              | 2022년 12월 6일  |
| 제35화           | 이브를 구해라! 프리☆채널 판타지야, 츄!                 | 2022년 12월 13일 |
| 제36화           | 이브에게 미소를! 다 함께 윈터 리조트!                  | 2022년 12월 20일 |
| 제37화           | 당신은 내일의 스타! 나루 점장이 찾아왔어, 츄!          | 2022년 12월 27일 |
| 제38화           | 잠입! 프리☆채널 랜드에서 대모험이야, 츄!               | 2023년 1월 3일   |
| 제39화           | 운명의 무대, 앨리스와 이브!                            | 2023년 1월 10일  |
| 제40화           | 역할 바꾸기! 이브~ 장사는 처음이지?, 츄?!              | 2023년 1월 17일  |
| 제41화           | 사라 마마의 이미지 변신! 두근두근 폭신폭신 데이, 팡!   | 2023년 1월 31일  |
| 제42화           | 물음표 가득! 프린세스는 누굴까, 츄?!                   | 2023년 2월 7일   |
| 제43화           | 알겠슘돵! 라이스 존에서 강제 퇴거?!                    | 2023년 2월 14일  |
| 제44화           | 굿바이! 우주로 떠나는 메리 마마, 팡?!                  | 2023년 2월 21일  |
| 제45화           | 프리☆채널 시네마 파라다이스야, 츄!                     | 2023년 2월 28일  |
| 제46화           | 운명의 시작! 퀸즈 그랑프리야, 츄!                      | 2023년 3월 14일  |
| 제47화           | 최고의 반짝임! 퀸즈 그랑프리!                          | 2023년 3월 21일  |
| 제48화           | 부활한 루루나! 새로운 프리☆채널의 룰, 츄?!             | 2023년 3월 28일  |
| 제49화           | 일루미너스 퀸! 마스코트의 기적, 츄!                    | 2023년 4월 4일   |
| 제50화           | 모두 모여라! 미래의 프리☆채널! 지켜라, 츄!             | 2023년 4월 11일  |
| 제51화[마지막회] | 반짝이는 프리☆채널, 반짝이는 도전!                     | 2023년 4월 18일  |